# 2043
سنة 2043 م هي سنة بسيطة تبدأ يوم الثلاثاء حسب التقويم الغريغوري.